# J. Nozipo Maraire
J. Nozipo Maraire (Harare, 1966) es médica, empresaria y escritora zimbabuense. Es autora de Zenzele: Una carta para mi hija. La novela se publicó en 1996, fue «Libro notable del año» del New York Times y best-seller del Boston Globe. Se ha publicado y traducido a más de 14 idiomas.

## Biografía
Nacida en Mangula (Zimbabue). Su madre es pediatra. Su padre es profesor universitario, banquero y productor de tabaco. Sus abuelos y otros familiares cercanos estuvieron involucrados directamente en la Guerra de la Independencia contra los británicos.
Maraire abandonó Zimbabue durante la lucha por la independencia. Se convirtió en neurocirujana y ha iniciado programas de neurocirugía en varias instituciones de Delaware, Ohio y Oregón. Ha viajado, estudiado y vivido en muchos países, entre ellos Jamaica, Estados Unidos, Canadá y Gales. Fue seleccionada para asistir al Atlantic College, en Gales. Se licenció en la Universidad de Harvard y estudió en el Colegio de Médicos y Cirujanos de la Universidad de Columbia, en Nueva York. Completó su formación en neurocirugía en la Facultad de Medicina de Yale. El Congreso de Cirujanos Neurológicos le concedió una beca clínica que utilizó para trabajar con el Dr. Fred Epstein en neurocirugía pediátrica en Nueva York.
Es conferenciante y ha sido invitada a dar conferencias en colegios y universidades de todo el mundo. La Dra. Maraire ha pronunciado discursos en numerosos clubes de lectura y organizaciones cívicas y ha participado en muchos paneles literarios, entre ellos el del Festival Literario de Gotemburgo. Ha formado parte de la junta directiva de varias organizaciones, como la Fundación Rotaria, el Ross Ragland Theater y el South North Development Institute. Ha trabajado con y para muchas agencias de desarrollo, como la Organización Mundial de la Salud, la agencia noruega de ayuda Norad y el Instituto Synergos. Trabajó con el Instituto Synergos como consultora y coordinadora de programas y desempeñó un papel decisivo en la creación de fondos de inversión comunitarios en el sur de África.
En 2010, fue una de las ganadoras del Premio Cara a Cara al Emprendedor de British Airways por su propuesta de Ecosurgica, su visión de una atención sanitaria de vanguardia y asequible en el sur de África. Es fundadora de Cutting Edge Neurosurgeon Inc, una empresa emergente basada en Internet.

## Obra
Su novela Zenzele: Una carta para mi hija ISBN 9781857997736 , publicada en 1996, fue uno de los libros más vendidos del año por el New York Times y el Boston Globe, y se ha publicado y traducido a más de 14 idiomas. Como lo describió Penelope Lively en una reseña del New York Times en 1996: «Una madre zimbabuense escribe a su hija Zenzele, estudiante de Harvard, contándole la historia de su vida y reflejando así las convulsiones de su país y, de hecho, de su continente durante los últimos 30 años aproximadamente". La propia Maraire dijo en su momento: «Desde que escribí el libro... He conocido a muchos jóvenes africanos que me han dicho que es la primera vez que leen un libro en el que se reconocen a sí mismos, la generación de niños que hizo la transición de la preindependencia a la lucha por la independencia y la era posterior a la independencia, y el consiguiente cinismo que inevitablemente siguió. Recordamos el apartheid, cuando no se nos permitía comprar en ciertas tiendas. ... Estamos perdidos entre la cultura tradicional africana y la cultura moderna. No sabemos cómo incorporarlas, y no hay modelos a seguir. El mundo es tan occidental que queremos conservar nuestra identidad".